# Kajal Aggarwal
Kajal Aggarwal (Mumbai, 19 giugno 1985) è un'attrice e modella indiana.
È diventata nota per il film del 2009 Magadheera di S. S. Rajamouli.

## Biografia
Considerata una delle celebrità indiane più famose, ha stabilito la sua carriera nell'industria cinematografica Telugu e Tamil. Oltre all'ambito del cinema, è attiva come endorser per marchi e prodotti e come attrice teatrale. Ha debuttato come attrice nel film di Bollywood Gara di cuori (Kyun...! Ho Gaya Na) del 2004, mentre il suo primo film Telugu è stato Lakshmi Kalyanam del 2007. Nello stesso anno ha recitato nel film di grande successo Chandamama. Nel 2009 la fiction Magadheera ha dato una svolta alla sua carriera e le ha fatto guadagnare il plauso della critica. 
In seguito è salita alla ribalta per numerose pellicole Telugu di successo come Darling (2010), Brindavanam (2010), Mr. Perfect (2011), Businessman (2012), Naayak (2013), Baadshah (2013), Govindudu Andarivadele (2014), Temper (2015) e Khaidi No. 150 (2017) e si è affermata come una delle attrici principali di Tollywood. Ha partecipato anche a diversi film Tamil come Naan Mahaan Alla (2010), Maattrraan (2012), Thuppakki (2012), Jilla (2014) e Mersal (2017). Per quanto riguarda il cinema di Bollywood, ha partecipato nel 2011 a Singham. Inoltre è tra i membri del cast di Special Chabbis (2013).